# Baeoura perductilis
Baeoura perductilis är en tvåvingeart som först beskrevs av Alexander 1938.  Baeoura perductilis ingår i släktet Baeoura och familjen småharkrankar. Inga underarter finns listade i Catalogue of Life.